# 구린현

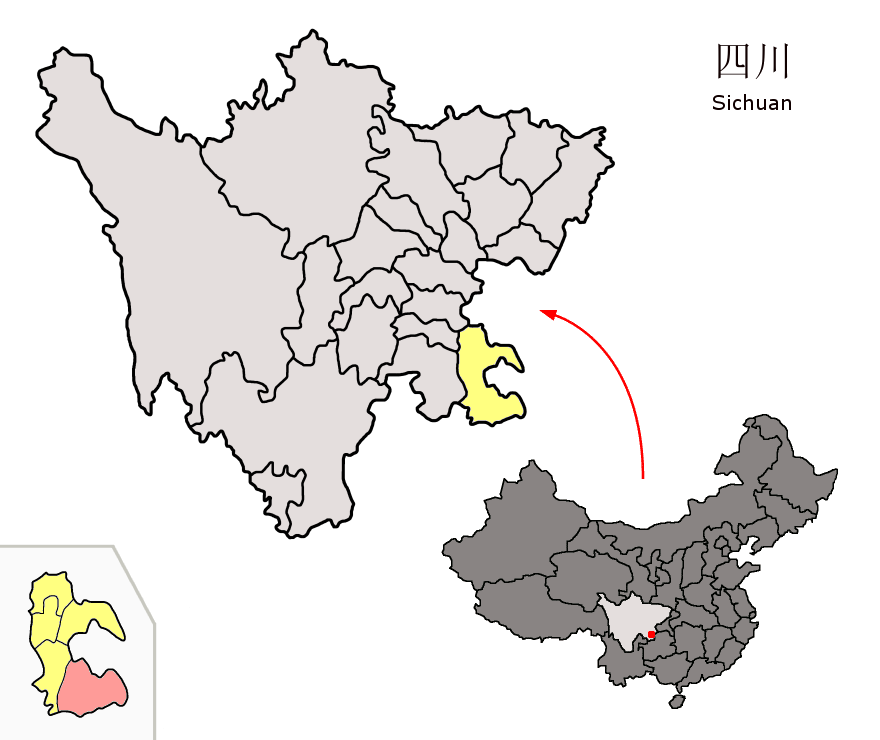
구린현의 위치

구린현(한국어: 고린현, 중국어: 古蔺县, 병음: Gǔlìn Xiàn)은 중화인민공화국 쓰촨성 루저우시의 현급 행정구역이다. 넓이는 3184km2이고, 인구는 2007년 기준으로 820,000명이다.

## 기후
연평균 기온은 17.8°C이고 연평균 강수량은 1112.7mm이다.

## 행정 구역
12개 진, 11개 향, 3개 민족향을 관할한다.
- 진: 古蔺镇, 龙山镇, 永乐镇, 太平镇, 二郎镇, 大村镇, 石宝镇, 丹桂镇, 水口镇, 观文镇, 双沙镇, 德跃镇.
- 향: 护家乡, 鱼化乡, 石屏乡, 东兴乡, 土城乡, 金星乡, 白泥乡, 椒园乡, 马蹄乡, 桂花乡, 黄荆乡.
- 민족향: 马嘶苗族乡, 箭竹苗族乡, 大寨苗族乡.